# Chisik Island
Chisik Island ist eine 26,06 km² große Insel vor der Küste von Alaska im Westen des Cook Inlet.

## Geografie
Die Insel misst in NNW-SSO-Richtung 10,5 km. Ihre maximale Breite liegt bei 3,6 km. Die höchste Erhebung bildet der 815 m hohe Mount Chisik. Die Insel wird vom knapp einen Kilometer breiten Tuxedni Channel vom westlich gelegenen Festland getrennt. Nördlich der Insel befindet sich der Ausgang der Tuxedni Bay. 30 km westsüdwestlich erhebt sich der 3054 m hohe Vulkan Mount Iliamna. Etwa 500 m vor der Ostküste von Chisik Island befindet sich die 2,4 ha große Insel Duck Island (ehemals als Egg Island bezeichnet) (⊙). Am Südwestufer der Insel bei Snug Harbor befindet sich eine im Jahr 1970 stillgelegte Fischverarbeitungsfabrik. Der Tidenhub an dieser Stelle beträgt 7,65 m.

## Schutzgebietsstatus
Für die beiden Inseln, Chisik Island und Duck Island, wurde 1909 ein Vogelschutzgebiet eingerichtet. Später wurde das Schutzgebiet zum Tuxedni National Wildlife Refuge. 1970 wurde es als Wilderness Area sowie 1977 als Class I air quality area (Luftschutzzone) klassifiziert. Im Jahr 1980 wurde das Schutzgebiet schließlich Teil des Alaska Maritime National Wildlife Refuge.

## Tierfauna und Pflanzenflora
Beide Inseln sind von einer dichten Vegetation aus Grün-Erlen (Alnus crispa) bedeckt.
Die Inseln bieten Lebensraum und Nistmöglichkeiten für eine Reihe von Seevögeln, darunter Dreizehenmöwe, Trottellumme und Hornlund. Weitere Vögel auf den Inseln sind: Taubenteiste,  Beringmöwe, Kurzschwanzalbatros und Eskimobrachvogel. Außerdem kommen auf Chisik Island der Wanderfalke und der Weißkopfseeadler vor. An der Küste kommen u. a. vor:
Lederschildkröte, Stellerscher Seelöwe, Grönlandwal, Buckelwal und Plüschkopfente. Des Weiteren gibt es auf den Inseln den Kanadischen Luchs sowie den Seeotter.